# (502) Sigune
(502) Sigune – planetoida z pasa głównego asteroid okrążająca Słońce w ciągu 3 lat i 248 dni w średniej odległości 2,38 j.a. Została odkryta 19 stycznia 1903 roku w Landessternwarte Heidelberg-Königstuhl w Heidelbergu przez Maxa Wolfa. Nazwa planetoidy pochodzi od bohaterki powieści Auch Einer Friedricha Theodora Vischera. Przed nadaniem nazwy planetoida nosiła oznaczenie tymczasowe (502) 1903 LC.